# На краях
«На краях» — рассказ Александра Солженицына. Впервые опубликован в журнале «Новый мир» № 5 за 1995 год. В рассказе описываются события Первой мировой, Гражданской,  Великой Отечественной войн в России. Рассказ двучастен по композиции с рассказом «Эго». В этих двух рассказах сравниваются судьбы героев — Павла Васильевича Эктова (Эго) и маршала Г. К. Жукова.

## История
В 1990 году А. И. Солженицын завершил историческое повествование «Красное колесо», после чего у него появилось время обратиться к жанру рассказ. Солженицын писал:
Давно я задумал и томлюсь по жанру рассказов двучастных. Этот жанр — просто сам просится в жизнь. Мне видится несколько типов или видов таких рассказов. Простейший: один и тот же персонаж, или два-три их, в обеих частях —половинках, но разделенных временем — хоть малым, хоть годами. (Да это само собой, и незадуманно, встречается во многих литературных сюжетах).
В 90-е годы XX века Солженицын написал восемь двучастных рассказов, в том числе рассказ «На краях», вошедший в сборник «Два рассказа» (Эго, На краях). Смысл названия рассказа «На краях» понимается как два края жизни маршала Жукова, изображенных в рассказе — юность и старость.

## Фон
Действие рассказа происходит в России в годы Первой мировой войны, Гражданской и Великой Отечественной войны, в послевоенном Союзе ССР. 
В годы Гражданской войны  «Военный коммунизм» приносит в сёла Тамбовщины продразвёрстку, направленную на заготовку продовольствия, в первую очередь, зерна. В стране были сформированы продотряды. Заготовки продовольствия продотрядами разрешались строго по твердым государственным тарифам и путём реквизиции хлеба у кулаков-«саботажников». На Тамбовщине возникает движение против большевизма. Во главе движения стал кирсановский мещанин Александр Антонов. Большевики подавили движение Антонова с невиданной жестокостью. 
В годы Великой Отечественной войны Жуков обнаруживает «шаткости» Сталина и отваживался  давать ему веские советы.

## Содержание
В рассказ «На краях» автор подробно описывает психологические детали портрета будущего маршала Жукова. У многих описанных личностей есть конкретные прототипы. В рассказе Солженицын продвигает свою мысль, что  человека, как личность, формирует не столько история, сколько сам человек, действуя в соответствии со своими склонностями. Человек сам себе находит историческую нишу и живет в ней. У Жукова такой нишей стала армия. Поиск ниши описывает Солженицын в этом рассказе. В рассказе описывается как Жуков работал в селе, воевал на «германской войне», служил в Красной армии, находился в отставке и как писал мемуары.

## Критика
Рассказ написан как двучастный, схожий по композиции с рассказом «Эго».  Судьбы героев этих рассказов, Жукова и Эго показаны автором схожими, оба воевали на одном фронте, только по разные его стороны: Жуков — на стороне Красной армии, Эго — восставших крестьян.